# Superstore
Superstore ist eine US-amerikanische Sitcom, die von Justin Spitzer erdacht wurde und von Spitzer Holding Company, The District und Universal Television produziert wurde. Erstmals wurde die Serie am 30. November 2015 auf dem US-amerikanischen Fernsehsender NBC ausgestrahlt. Die deutsche Erstausstrahlung erfolgte ab dem 26. September 2016 auf dem Universal Channel.

## Handlung
Die Serie schildert und persifliert den Alltag der Angestellten eines Verbrauchermarkts, einer Filiale der fiktiven Supermarktkette CLOUD 9 in St. Louis. Aufgrund der Verschiedenheit der Angestellten werden ihre zahlreichen Lebensprobleme und ihr Umgang damit aus verschiedenen Blickwinkeln thematisiert. Trotz der konträren Charaktere finden auch die unterschiedlichsten Positionen zu allen persönlichen und Herausforderungen der US-amerikanischen Gesellschaft (bspw. Abtreibung, Waffenbesitz, Rassismus, Drogen, Familie usw.) am Ende immer zu einem Kompromiss, besonders deutlich im Charakter des Marktleiters Glenn. Ausnahme bildet der Homeland-Überwachungs-Charakter von Dina („faschistoid“ – Zitat Garrett). Zentraler Handlungsstrang ist eine sich anbahnende Beziehung der Charaktere Amy und Jonah, welcher die progressive USA darstellt, auch wenn dies meist nur theoretisch ist.

## Besetzung und Synchronisation
Die deutsche Synchronisation entsteht nach dem Dialogbuch von Sebastian Zidek (Staffel 1 und 2) und Frank Michael Helmke ab Staffel 3 und unter der Dialogregie von Frank Muth durch die Synchronfirma Berliner Synchron.

### Hauptbesetzung
| Rolle                         | Schauspieler    | Hauptrolle (Episoden) | Nebenrolle (Episoden) | Synchronsprecher                       |
| ----------------------------- | --------------- | --------------------- | --------------------- | -------------------------------------- |
| Amy Dubanowski / Sosa         | America Ferrera | 1.01–6.02             | 6.13–6.15             | Magdalena Turba                        |
| Jonah Simms                   | Ben Feldman     | 1.01–6.15             |                       | Wanja Gerick                           |
| Dina Fox                      | Lauren Ash      | 1.01–6.15             |                       | Antje Thiele                           |
| Garrett McNeill               | Colton Dunn     | 1.01–6.15             |                       | Sven Fechner Björn Schalla (2.20–2.21) |
| Mateo Fernando Aquino Liwanag | Nico Santos     | 1.01–6.15             |                       | Roman Wolko                            |
| Cheyenne Tyler Lee            | Nichole Bloom   | 1.01–6.15             |                       | Josephine Schmidt                      |
| Glenn Sturgis                 | Mark McKinney   | 1.01–6.15             |                       | Michael Pan                            |
| Sandra Kaluiokalani           | Kaliko Kauahi   | 5.01–6.15             | 1.02–4.22             | Katja Schmitz                          |

### Nebenbesetzung
| Rolle             | Schauspieler     | Nebenrolle      | Synchronsprecher         |
| ----------------- | ---------------- | --------------- | ------------------------ |
| Bo Derek Thompson | Johnny Pemberton | 1.01–6.15       | Sebastian Fitzner        |
| Brett             | Jon Miyahara     | 1.01–6.15       | Klaus-Peter Hoppe        |
| Carol Malloon     | Irene White      | 1.04–6.15       | Heike Beeck              |
| Myrtle            | Linda Porter     | 1.05–5.09       | Gabriele Schramm-Philipp |
| Adam Dubanowski   | Ryan Gaul        | 1.07–6.15       | Peter Lontzek            |
| Marcus White      | Jon Barinholtz   | 1.10–6.15       | Tino Kießling            |
| Jeff Sutin        | Michael Bunin    | 2.01–6.15       | Edwin Gellner            |
| Kelly Watson      | Kelly Stables    | 3.03–5.06, 6.08 | Giuliana Jakobeit        |

## Produktion
Am 14. Januar 2015 bestellte NBC die Pilotfolge der Serie. Die Pilotfolge stellt das erste Projekt von Ruben Fleischer im Zusammenhang mit seinem Zweijahresvertrag mit Universal Television dar. Die offizielle Bestellung als Serie erfolgte am 7. Mai 2015. Nachdem im Mai 2015 zunächst 13 Episoden für die erste Staffel bestellt wurden, wurde die Anzahl im Oktober 2015 auf 11 Episoden gekürzt.
Kurz nach dem Ende der ersten Staffel bestellte NBC eine zweite Staffel der Serie, bestehend aus 13 Episoden. Im Juli 2016 wurde angekündigt, eine Sonderepisode zu produzieren, welche nach einer Übertragung der Olympischen Sommerspiele 2016 ausgestrahlt werden sollte. Kurz nach dem Start der zweiten Staffel erhöhte NBC die Episodenanzahl mittels einer sogenannten Back nine order auf 22 Episoden. Mitte Februar 2017 erfolgte die Verlängerung um eine 22 Episoden umfassende dritte Staffel.
Im Februar 2018 verlängerte NBC die Serie um eine 22-teilige vierte Staffel. Im März 2019 gab NBC die Bestellung einer fünften Staffel bekannt. Eine sechste und letzte Staffel wurde im Februar 2020 in Auftrag gegeben.
Die Pilot-Episode wurde in einer Kmart-Filiale in Kalifornien gedreht. Dafür wurde das gesamte rote Kmart-Design des Ladens in das Cloud-9-Design geändert. Die Filiale war während der Dreharbeiten geöffnet. Nach Übernahme der Serie wurde der Superstore im Studio nachgebaut. In der letzten Episode der zweiten Staffel wird der Superstore von einem Tornado zerstört. Hintergrund war ein Umbauplan von Universal Studios, um den dazugehörigen Themenpark zu vergrößern, sodass der Abriss des Sets in die Serie eingearbeitet wurde.

## Ausstrahlung

### Vereinigte Staaten
Die Ausstrahlung der ersten Staffel wurde vom 30. November 2015 bis zum 22. Februar 2016 auf NBC gesendet. Das Olympia-Special wurde am 19. August 2016 ausgestrahlt, ehe die Ausstrahlung der zweiten Staffel am 22. September 2016 begann. Im September 2017 begann in den USA die Ausstrahlung der dritten Staffel. Die letzte Folge der Serie lief am 25. März 2021.

### Deutschland
Die erste Staffel sendete der Universal Channel am 26. und 27. September 2016. Die Ausstrahlung der zweiten Staffel begann am 28. Februar 2017 auf dem Universal Channel. Seit dem 22. November 2017 wird die Serie auch im Free-TV bei ProSieben ausgestrahlt. Zudem ist die Serie über den Streaming-Dienst Netflix zu sehen.

## Episodenliste
| Staffel | Episodenanzahl | Erstausstrahlung USA | Erstausstrahlung USA | Deutschsprachige Erstveröffentlichung | Deutschsprachige Erstveröffentlichung |
| Staffel | Episodenanzahl | Premiere             | Finale               | Premiere                              | Finale                                |
| ------- | -------------- | -------------------- | -------------------- | ------------------------------------- | ------------------------------------- |
| 1       | 11             | 30. November 2015    | 22. Februar 2016     | 26. September 2016                    | 27. September 2016                    |
| 2       | 22             | 19. August 2016      | 4. Mai 2017          | 18. Februar 2017                      | 25. Januar 2019                       |
| 3       | 22             | 28. September 2017   | 3. Mai 2018          | 19. September 2018                    | 26. September 2018                    |
| 4       | 22             | 4. Oktober 2018      | 16. Mai 2019         | 2. September 2019                     | 23. September 2019                    |
| 5       | 21             | 26. September 2019   | 23. April 2020       | 23. August 2021                       | 23. August 2021                       |
| 6       | 15             | 29. Oktober 2020     | 25. März 2021        | 8. November 2021                      | 8. November 2021                      |

## Running Gags
- Amy trägt in ihren Szenen Namensschilder mit anderen Namen, da sie nicht möchte, dass Fremde ihren Namen kennen. Nur in drei Episoden trägt sie ihr eigenes. In Staffel 2, Episode 17 wird deutlich, dass sie auch ihre Kollegen als Fremde ansieht, als Jonah und die Zuschauer erfahren, dass Amy eigentlich Amelia heißt.
- Die erdachte Liebesbeziehung zwischen dem Bezirksleiter Jeff und Sandra ist ein Running Gag, der während der 2. Staffel aufrechterhalten wird.
- Im Verlauf der Serie müssen sich die Angestellten mehrere Lehrfilme zu Themen wie Rassismus oder sexuelle Belästigung ansehen.
- Cheyenne verliert im Laufe der zweiten Staffel ihr grünes Haarband. In den folgenden Episoden fungiert das immer wieder als Running-Gag. Erst in der letzten Episode der zweiten Staffel findet sie es in den Trümmern des durch den Tornado zerstörten Superstores wieder.
- Sandra zieht unter einem Regal des Supermarktes immer wieder eine tote Maus hervor – und schiebt sie angewidert wieder zurück.
- Der nach dem Tornado aufgefundene Fuß gibt in der dritten Staffel Rätsel auf: Er gehört weder Brett (Staffel 3, Episode 2) noch dem tot aufgefundenen Sal (Staffel 3, Episode 5). Im weiteren Verlauf der Serie werden noch weitere Füße gefunden. Das Rätsel wird erst in der letzten Episode der Serie aufgeklärt.
- Sandra kann sich an alles erinnern (genaues Datum und Wortwahl). Diese Fähigkeit wird durch die gesamte Serie hindurch als Running Gag verwendet (zum Beispiel Staffel 3, Folge 14).
- Garrett trägt in jeder Folge andere Nike-Sneaker aus der Michael-Jordan-Serie.
- Im Verlauf der Serie besitzt Glenn mehrere Autos, die alle auf kuriose Weise entweder beschädigt oder zerstört werden. In der Folge „Nachtschicht“ (S1E9) wird es ihm sogar gestohlen.
- In vielen Folgen kommen die Waschbären vor.